# Arsenura
Arsenura é um gênero de mariposas, ou traças, neotropicais pertencentes à família Saturniidae e subfamília Arsenurinae, contendo espécies de hábitos noturnos, encontradas em floresta tropical e subtropical úmida, nas Américas; distribuídas do México e América Central ao Brasil e Argentina. Foi classificado por James Duncan, em 1841, na página 125 do texto "Exotic moths", publicado na obra The naturalist's library, de William Jardine; sua espécie-tipo sendo Arsenura armida, nomeada Phalaena armida, em 1779, por Pieter Cramer, na obra Uitlandsche Kapellen, volume 3. As lagartas deste gênero não são agentes de erucismo e podem ter hábitos gregários, se alimentando de plantas dos gêneros Croton (família Euphorbiaceae), Annona (família Annonaceae), Bombacopsis, Bombax, Ceiba, Chorisia, Guazuma, Luehea, Pachira, Rollinia, Tilia e Urena (família Malvaceae). Suas espécies são grandes e distintas, descansando com suas asas abertas, embora frequentemente o façam de forma "preguiçosa", de maneira que suas asas anteriores caiam sobre as posteriores. Elas são predominantemente de cor opaca, algumas com padronização complexa. Como uma regra mais ou menos geral nessa família o tamanho do corpo desses insetos é relativamente pequeno em relação ao tamanho de suas asas.

## Espécies
De acordo com o Global Biodiversity Information Facility/BOLD Systems; com asterisco (*) estão as espécies registradas para o Brasil (fonteː SiBBr - Sistema de Informação sobre a Biodiversidade Brasileira; entre parênteses os cientistas que tiveram os nomes originais de seus gêneros modificados para Arsenura).
- Arsenura albopicta Jordan, 1922*
- Arsenura altocymonia Brechlin & Meister, 2010
- Arsenura amacymonia Brechlin & Meister, 2011
- Arsenura angulatus (Brechlin & Meister, 2010)*
- Arsenura archianassa Draudt, 1930
- Arsenura arianae Brechlin & Meister, 2010
- Arsenura armida (Cramer, 1779)*
- Arsenura aspasia (Herrich-Schaeffer, 1853)*
- Arsenura batesii (Felder & Rogenhofer, 1874)*
- Arsenura beebei (Fleming, 1945)*
- Arsenura biundulata Schaus, 1906*
- Arsenura centrocymonia Brechlin & Meister, 2011
- Arsenura ciocolatina Draudt, 1930*
- Arsenura cochacymonia
- Arsenura cymonia Rothschild, 1907
- Arsenura delormei Bouvier, 1930
- Arsenura drucei Schaus, 1906
- Arsenura fauvetyi Guérin-Méneville, 1864
- Arsenura fuscata Brechlin & Meister, 2010
- Arsenura giuglarisi Bénéluz, 2009
- Arsenura huamacymonia
- Arsenura jennettae Wolfe, Conlan & Kelly, 2000
- Arsenura kaechi Brechlin & Meister, 2010
- Arsenura meander (Walker, 1855)*
- Arsenura mossi Jordan, 1922*
- Arsenura orbignyana (Guerin-Meneville, 1844)*
- Arsenura pandora (Klug, 1836)*
- Arsenura paraorbygnyana Brechlin & Meister, 2010
- Arsenura peggyae Brechlin & Meister, 2013
- Arsenura polyodonta (Jordan, 1911)
- Arsenura ponderosa Rothschild, 1895*
- Arsenura porioni
- Arsenura rebeli Gschwandner, 1919
- Arsenura sylla (Cramer, 1779)*
- Arsenura thomsoni Schaus, 1906*
- Arsenura xanthopus (Walker, 1855)*
- Arsenura yungascymonia Brechlin & Meister, 2010